# Luis Falcón
Luis Falcón Martín (Las Palmas de Gran Canaria, España, 3 de septiembre de 1970) es un médico, científico de la computación y activista español.

## Biografía
Nacido en Las Palmas de Gran Canaria, España, en 1970. Se graduó en Ciencias de la computación en los Estados Unidos y en medicina en Argentina. En 2009 fundó GNU Solidario, una organización sin fines de lucro enfocada en salud y educación a través del software libre.

## GNU Solidario: software libre en salud y educación
Falcón apoya la adopción del software libre en la administración pública. GNU Solidario, la organización que fundó en 2009, trabaja para hacer que tanto la salud pública como la educación sean universalmente accesibles.
En su discurso "Software libre como catalizador de la liberación, la justicia social y la medicina social," define el software libre como movimiento, filosofía y activismo. Según Falcón, el uso de software propietario en la administración pública es una contradicción.

### Educación pública

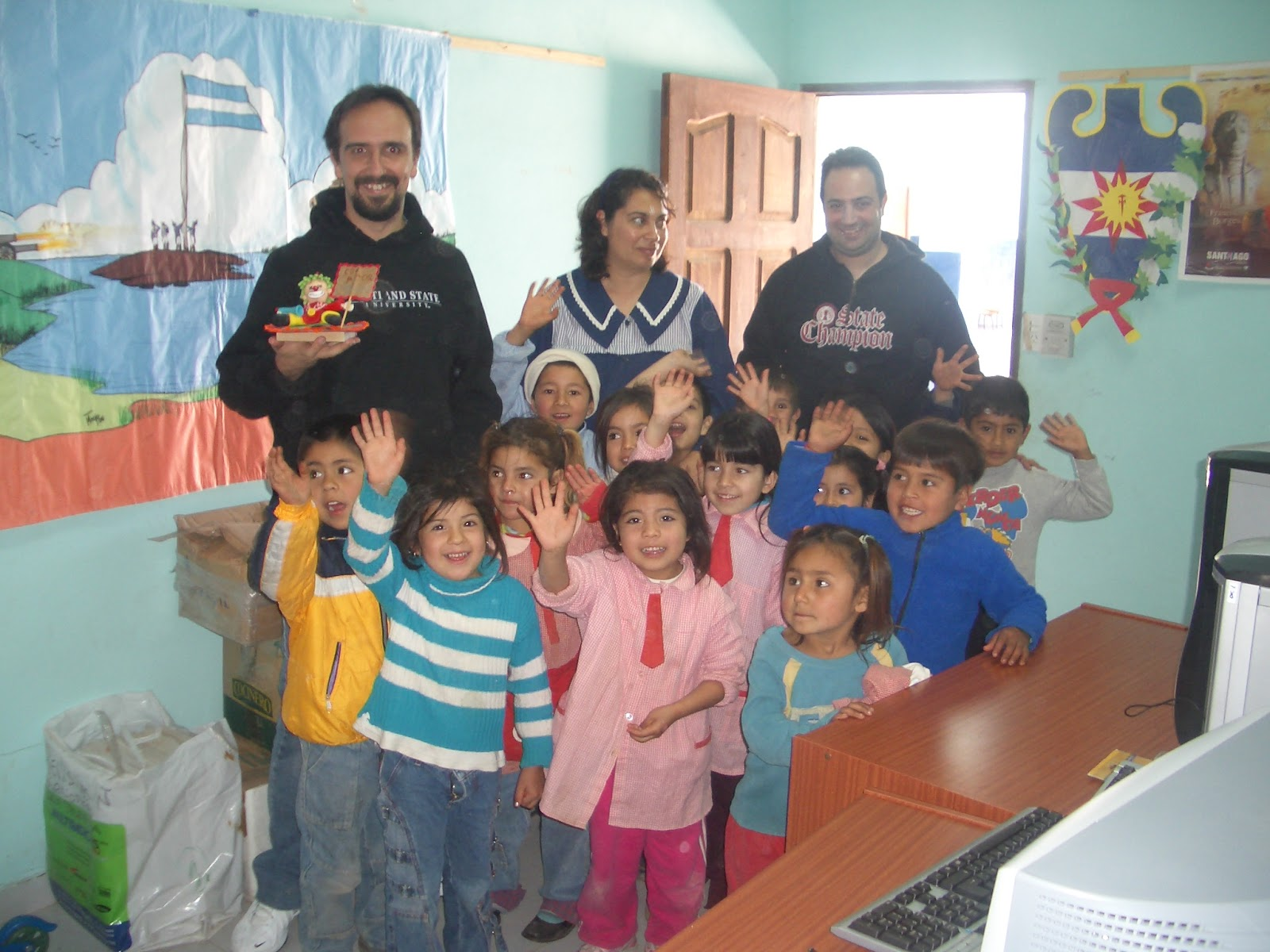
Luis Falcón en la escuela de Santiago del Estero, 2006

Los proyectos iniciales creados por Luis Falcón están relacionados con la Educación Pública.
Después de observar las realidades de muchos de los niños en estas escuelas, agrega la Medicina Social para mejorar los determinantes socioeconómicos de la salud en las comunidades. Concibe la educación y la salud como la base del desarrollo y la dignidad de la sociedad.

### IWEEE
En 2010, Falcón organizó el primer Taller Internacional de eSalud en Economías Emergentes - IWEEE - en un intento de reunir a varias organizaciones para compartir experiencias y buscar formas de mejorar las vidas de millones de seres humanos en los países en desarrollo. IWEEE es una conferencia no técnica en la que instituciones académicas, organizaciones humanitarias y colectivos sociales se reúnen para presentar y debatir cuestiones sociales, médicas y de eSalud (eHealth).
Desde el primer evento, en 2010, IWEEE ha hospedado organizaciones humanitarias multilaterales como el Programa de las Naciones Unidas para el Desarrollo, la Cruz Roja, War Child, la Organización Mundial de la Salud, Médicos Sin Fronteras, la Universidad de Naciones Unidas, Caritas, universidades e instituciones de investigación como el Instituto Europeo de Bioinformática.

### Salud pública y medicina social

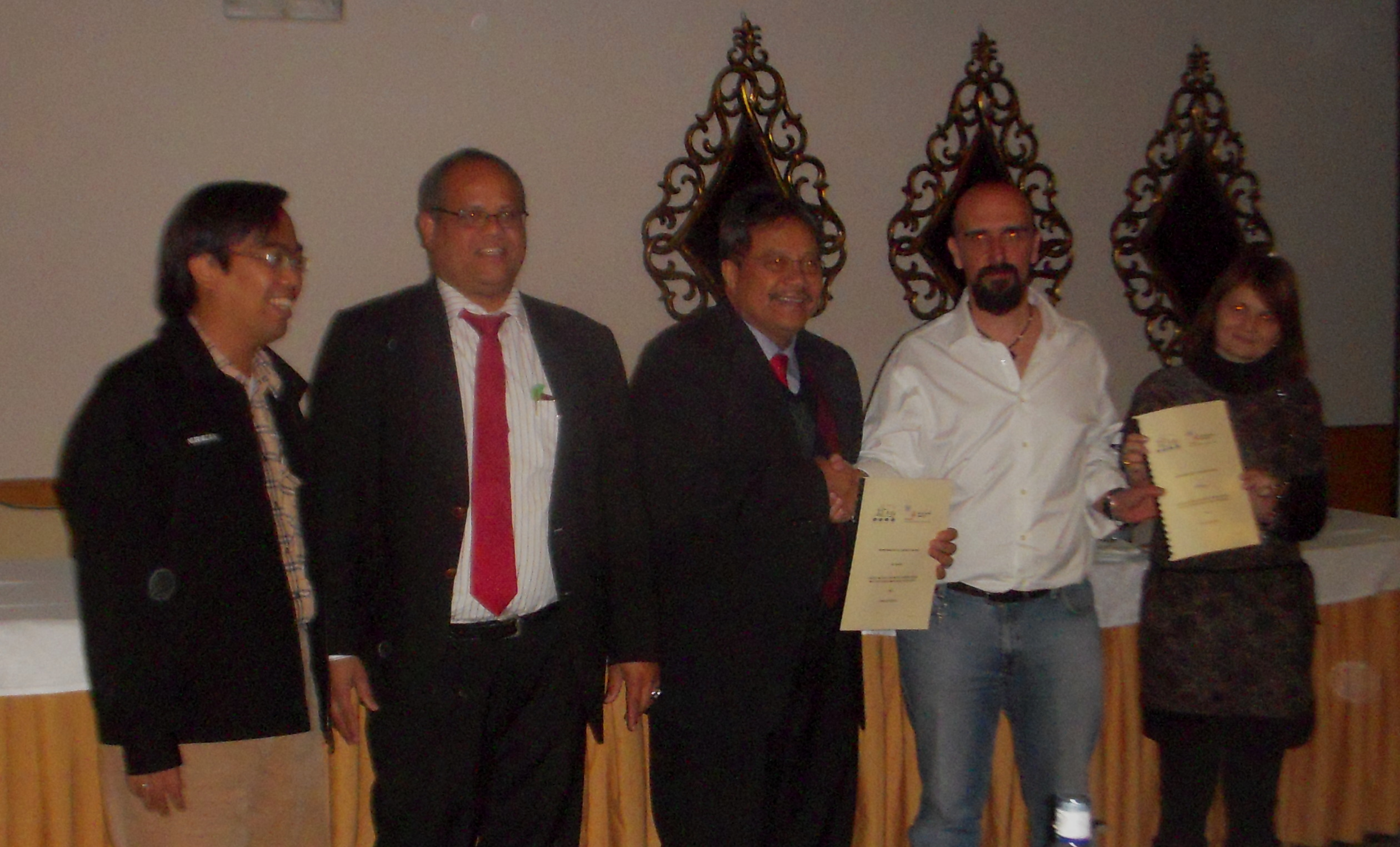
Luis Falcón y Mohamed Salleh en la ceremonia después de firmar el acuerdo entre el United Nations University International Institute for Global Health y GNU Solidario

Falcón defiende el modelo de salud pública y la universalidad de la asistencia sanitaria. Él concibe la salud como un "derecho humano no negociable".  Él cree en la adopción de software libre en el sector público. En una entrevista, Falcón declaró: "Animo a las personas a que pidan a sus políticos que adopten software libre en el sector sanitario, por lo que todos los sistemas de información sanitaria deberían basarse en software libre. La salud pública y el software propietario son antagonistas".
Él sigue la idea de Rudolf Virchow, sobre el concepto de que la Medicina es una Ciencia Social. Falcón acuña el aforismo de Virchow: "La medicina es una ciencia social, y la política no es otra cosa que medicina a gran escala".

### GNU Health
Siguiendo la experiencia en las áreas rurales y desfavorecidas de América del Sur, comienza a pensar que el Software Libre puede ayudar a las autoridades sanitarias y profesionales a mejorar el sistema de salud pública. Estas reflexiones lo llevan a la creación de GNU Health.
Falcón define GNU Health un "Proyecto Social con un poco de tecnología".
GNU Health fue el primer proyecto de Software Libre enfocado en Salud Pública y Medicina Social. El 11 de noviembre de 2011, Luis Falcón (presidente de GNU Solidario) y Mohamed Salleh (director de la Universidad de las Naciones Unidas) firman un acuerdo para la distribución mundial del GNU Health Hospital and Information System, particularmente en los países en desarrollo.
En 2012, el Ministerio de Salud de Jamaica decide adoptar y personalizar GNU Health como un registro electrónico nacional de salud. Como se menciona en el National Health Information System Strengthening and e-Health Strategic Plan 2014-2018, el objetivo es "Implementar, de manera gradual, el Software libre y de código abierto (FOSS) de GNU como un nuevo sistema electrónico nacional de Administración de Pacientes (ePAS) en hospitales públicos y centros de salud ".
Falcón sostiene que la universidad debe ser un punto clave no solo en la enseñanza de Informática de Salud y Medicina Social, sino también como un promotor de la conciencia comunitaria y la difusión del valor del Software Libre en las administraciones públicas generales, y en la Asistencia Sanitaria Publica en particular.
La Universidad de las Naciones Unidas ha dirigido la capacitación de profesionales de la salud de diferentes países. Este artículo menciona que los participantes provenían principalmente de los Ministerios de Salud de Malasia e Indonesia, de hospitales públicos y privados, de universidades e incluso de organizaciones no gubernamentales. La Universidad de Entre Ríos fue una de las primeras en adoptar GNU Health, tanto enseñando informática de la salud con software libre a estudiantes y profesionales como implementando GNU Health en varias instituciones de salud en Argentina.

## Derechos de los animales
Luis Falcón también es un activista de los derechos de los animales. En una entrevista para Ethical Magazine, él declara: "Una sociedad que esclaviza, tortura y mata a otras especies está enferma".
En su discurso programático en el 12º Simposio Internacional de Colaboración Abierta, OpenSym 2016 en Berlín, dice que la cría intensiva y la industria de la carne y los lácteos no solo son inhumanas y extremadamente crueles, sino que también son perjudiciales y negativas para medio ambiente.
En julio de 2020, Luis Falcón estuvo entre un grupo de científicos y académicos que firmaron una carta abierta dirigida a entidades reguladoras internacionales para poner fin al uso de modelos animales en la investigación médica.

## Reconocimientos

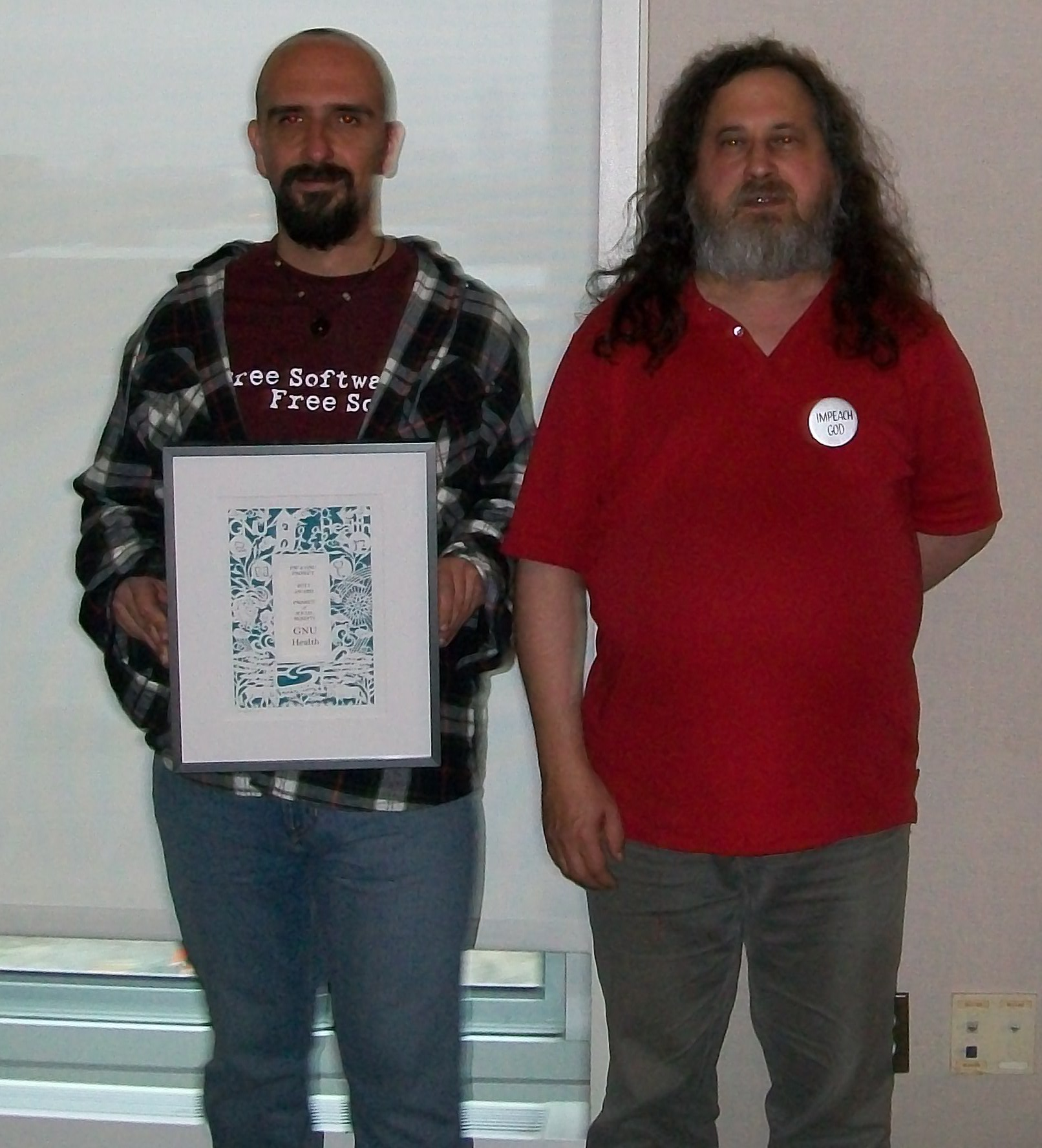
Falcón y Richard Stallman en Libreplanet 2012

- Luis Falcón recibe el premio 2011 Social benefit award for Best Project of Social Benefit, otorgado por la Free Software Foundation, para el proyecto GNU Health en el evento LibrePlanet en 2012 en la Universidad de Massachusetts, Boston[23]
- Premio Shuttleworth Foundation Grant 2015 por su trabajo en GNU Health[24]
- Premio Soinderpreis Open Source Business (OSBAR) 2016 para GNU Health[25]
- Open Awards 2019 reconocimiento especial en el área de Código Abierto en Medicina y Ciencia[26]